# 日春展
日春展（にっしゅんてん）は、日本画振興のための新人育成を目的とした公募展である。日展日本画部春季展の略称である。日本国内における代表的な日本画公募展の一つである。現在は、新日春展として開催されている。

## 概要
新日春会を主催として、毎年春季に公募展を開き、全国各地にて巡回展を開催している。主な会場は、東京都美術館である。

## 沿革
1965年（昭和40年） - 日本画振興のための新人育成を目的とした公募展を開催するために、審査員を日展第一部評議員とする日春会が発足した。
1966年（昭和41年） - 第1回日春展を開催した。
2015年（平成27年） - 最後に第50回展を開催し幕を下ろした。
2016年（平成28年） - 日春展を母体とした新日春会が発足した。
2017年（平成29年） - 第1回新日春展を開催した。会場は東京都美術館である。